# Чашников, Иван Александрович
Иван Александрович Чашников — русский писатель

, поэт и переводчик; офицер Русской императорской армии.

## Биография
Об его детстве информации практически не сохранилось, да и прочие биографические сведения о нём очень скудны и отрывочны; известно лишь, что он служил в лейб-гвардии Конном полку с 1786 года.
1 января 1789 года из вахмистров того же полка Иван Александрович Чашников был произведён в корнеты, а 20 декабря 1796 года уволен в отставку из секунд-ротмистров тем же чином. 
Из сочинений и переводов И. А. Чашникова наиболее известны следующие: 1) «Избранное чтение, или Собрание чувствительных и ко внушению добродетели споспешествующих повестей», перевод с французского, СПб., 1786; 2) «Рассуждение о великих людях», перевод с французского, СПб., 1786; 3) «Песнь Великой Екатерине, на всерадостнейший день Ее Коронации, совершившейся 1762 года сентября 22 дня», СПб., 1795; 4) «Малиновка, или Меланхолический вечер», М., 1797; 5) «Изображение благодарности ее высокопревосходительству Марье Павловне Нарышкиной» (12-стишие); без года и означения места печатания.